# Victor Wooten

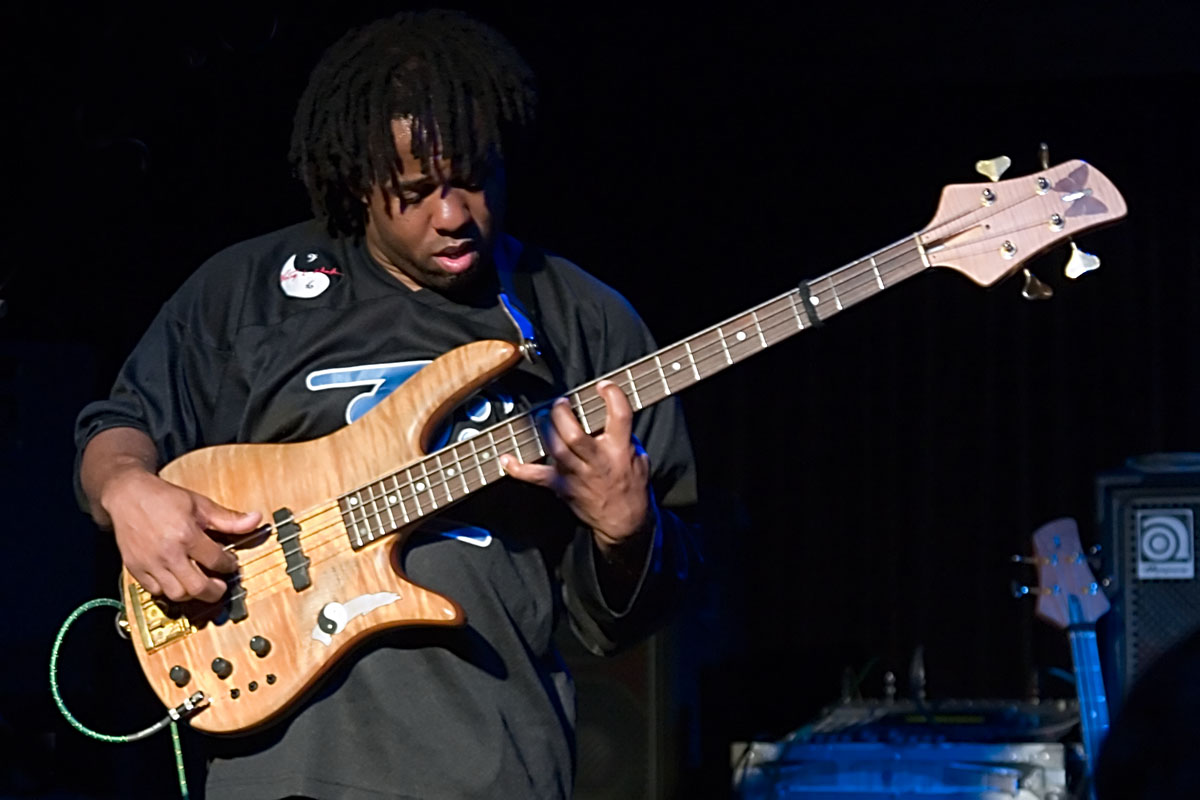
Victor Wooten tijdens het Belly Up festival in 2006

Victor Lemonte Wooten (Hampton, 11 september 1964) is een Amerikaans bassist. Hij wordt door collega's gezien als een fabuleus bassist en een kundig muzikant en componist. Hij was drie keer bassist van het jaar volgens de peilingen van Bass Player Magazine, en was de eerste die deze titel drie keer achter elkaar won.

## Levensloop
Wooten was de jongste van vijf broers en begon op tweejarige leeftijd al basgitaar te spelen onder leiding van zijn oudere broer Regi. Op zijn vijfde kon hij al eenvoudige basloopjes spelen en kleine optredens doen. De band Wooten Brothers (Regi, Rudy, Roy, Joseph en Victor) speelde in de jaren 70 in de omgeving van Williamsburg (Virginia) en in voorprogramma's van Curtis Mayfield en van de groep War. Wooten speelde ook basgitaar op de country show in Busch Gardens voor hij naar Nashville (Tennessee) verhuisde. Toen hij nog in Virginia woonde ontmoette hij zijn toekomstige vrouw Holly, met wie hij nu al jaren getrouwd is.
Nadat hij in Nashville was aangekomen werd hij prompt ingehuurd door de blues en soul zanger Jonell Mosser. Een jaar later werd hij in de band van banjo maestro Béla Fleck opgenomen tezamen met toetsenist en harmonicaspeler Howard Levy en Roy Wooten (zijn eigen broer met de bijnaam: Future Man). Hun formatie heette
Béla Fleck and the Flecktones en werd beroemd met een mix van jazz, funk en bluegrass. Later ontwikkelden zij een van de meest vrije 'groovy' geluiden van de hedendaagse fusionjazz. (Levy verliet de groep op zeker moment en werd vervangen door de tenoorsaxofonist en hoornist Jeff Coffin).
Wooten was lid van een aantal grote progressieve fusionbands zoals Bass Extremes (met Steve Bailey, Derico Watson en Oteil Burbridge), de Vital Tech Tones (met Scott Henderson en Steve Smith), de Indiase jazzfusionband Prasanna en het Extraction-trio (met Greg Howe en Dennis Chambers). Hij verscheen op de cd Blueprint van Natalie MacMaster. Verder was hij met vele anderen op tournee zoals de Dave Matthews Band. Op dit moment toert hij met zijn soloproject en ook nog steeds met Béla Fleck and the Flecktones. Hij woont in de buurt van Nashville, Tennessee met zijn vrouw en vier kinderen.

## Techniek
De ontwikkeling van geavanceerde elektrische basgitaren met snaren die dichter bij de hals liggen stelde Wooten in staat nieuwe speeltechnieken te beoefenen, die vóór zijn tijd niet mogelijk waren. Als kind leerde hij de dubbelduimstechniek van zijn broer om beter in staat te zijn de basloopjes van grootheden als Larry Graham na te spelen. Deze techniek werd onafhankelijk van hem ook beoefend door bijvoorbeeld Marcus Miller en Larry Graham in Release Yourself (1974), en bestaat in het gebruik van de duim om zowel opwaarts als neerwaarts de snaren te bespelen zoals normaal met een plectrum gebeurt op een elektrische gitaar. Wooten is tevens beroemd om zijn op de techniek van Stanley Clarke lijkende manier van tweehandig kloppen, hameren en plukken.

## Instrumenten
Wooten bespeelt vaak Fodera-basgitaren, waarvan hij een eigen model bezit. Zijn beroemdste gitaar, een Monarch Deluxe uit 1983, die hij liefdevol zijn "nummer één" noemt, heeft een Kahler Tremolo System model 24 brug en is gedecoreerd met een Ying-Yang symbool dat is gemaakt van ingelegd hout.
Hoewel zijn mooie instrumenten veel opzien baren en veel aandacht krijgen verzekert Wooten alle mensen die hem ernaar vragen, dat het niet de gitaar is die de muziek maakt maar de muzikant. Wel zoekt hij altijd instrumenten uit die makkelijk te bespelen zijn. "Zelfs een baby kan geluiden uit een gitaar halen die uniek zijn". Wooten vergelijkt muziek maken met zoiets als spreken, waarbij men ook niet in de eerste plaats let op de mond die het geluid voortbrengt.

## Discografie

### Als leider of co-leider
- A Show of Hands (Compass, 1996)
- What Did He Say? (Compass, 1997)
- Cookbook with Steve Bailey (Tone Center, 1998)
- Yin-Yang (Compass, 1999)
- Live in America (Compass, 2001)
- Soul Circus (Vanguard, 2005)
- Palmystery (Heads Up, 2008)
- A Show of Hands (Vix, 2011)
- The Music Lesson (Vix, 2011)
- Words & Tones (Vix, 2012)
- Sword & Stone (Vix, 2012)
- Trypnotyx (Vix, 2017)

Met Béla Fleck and the Flecktones
- Béla Fleck and the Flecktones (1990)
- Flight of the Cosmic Hippo (1991)
- UFO Tofu (1992)
- Three Flew Over the Cuckoo's Nest (1993)
- Live Art (1996)
- Left of Cool (1998)
- Greatest Hits of the 20th Century (1999)
- Outbound (2000)
- Live at the Quick (2002)
- Little Worlds (2003)
- Ten From Little Worlds (2003)
- The Hidden Land (2006)
- Jingle All the Way (2008)
- Rocket Science (2011)

Met Bass Extremes
- Just Add Water (2000)

Met Greg Howe
- Extraction (2003)

Met SMV
- Thunder (2008)

Met Vital Tech Tones
- Vital Tech Tones (1998)
- Vital Tech Tones 2 (2000)

Met The Wootens
- The Wootens (1985)

## Voetnoten
1. ↑  Elig, Jenny. "Famous bass player to visit the Swindlefish tonight", The Post, 11.10.1999
2. ↑  Fodera Guitars "Victor Wooten '83 Classic", Website Fodera Guitars
3. ↑  Fodera Guitars "Victor Wooten Yin-Yang 4 String", Website Fodera Guitars
4. ↑  Victor Wooten, Victor Wooten Live at Bass Day 1998, (VHS) Hudson Music

- Bibsys: 4023618
- Biblioteca Nacional de España: XX6112161
- Bibliothèque nationale de France: cb142400973 (data)
- Gemeinsame Normdatei: 13494139X
- International Standard Name Identifier: 0000 0000 5517 4121
- Library of Congress Control Number: no98097551
- MusicBrainz: 1d0ae4e0-384f-4854-a1b4-ebb4cc81414b
- Nationale Bibliotheek van Tsjechië: xx0191509
- Nationale Bibliotheek van Israël: 987012503267205171
- Nederlandse Thesaurus van Auteursnamen: 142839027
- Réseau des bibliothèques de Suisse occidentale: 02-A003985826
- Système universitaire de documentation: 156388189
- Virtual International Authority File: 37128431
- WorldCat: E39PBJr3txXYDPyWWxpywbyTpP